# Bethylidae
Famille
Les Bethylidae sont une famille d'insectes hyménoptères.

## Morphologie

### Caractères généraux de la famille
La taille est petite à moyenne (0,9 à 30 mm). L'aspect général est noir ou brun noir, mais certaines espèces présentent des parties rouges sur la tête et l'abdomen ou encore le corps entièrement brun clair. Ils ressemblent superficiellement à des fourmis.
- Les ailes sont parfois absentes ou bien plutôt courtes à nervation réduite, avec lobe caractéristique sur la paire postérieure.
- La tête est prognathe (allongée et dans le prolongement du corps).
- Les antennes ont 12 ou 13 articles .
- Gastre (abdomen) présentant 7 à 8 tergites visibles.
- Rarement un éclat métallique.
- Fémur antérieur renflé.
- Tête prognathe, allongée, les antennes insérées très proche de la bouche.
- Forme globale aplatie.

En comptant les espèces fossiles 2 920 espèces ont été décrites dans 96 genres différents, répartis 8 sous-familles dont 3 fossiles.

### Caractères des sous-familles
- Bethylinae : 
  - Nervation alaire présente.
  - Front avec une carène longitudinale médiane.
- Mesitiinae :	
  - Propodeum avec une deux fortes dents à l'extrémité du propodeum
  - 200 espèces, rencontrées sur Clytrinae (Coléoptères Chrysomelidae).
- Pristocerinae :
  - Femelle aptère, sans tégula ni ocelles.
  - Yeux réduits ou absents.
- Epyrinae :
  - Ailes présentes en général, sinon présence alors de tégulae et d'ocelles.
  - Cosmopolite, parasite de coléoptères, en particulier ceux des denrées stockées.
- Scleroderminae : 
  - Femelle généralement aptère.
  - Généralement pas d'ocelles visibles.
  - Tête souvent très aplatie.

### Phylogénie
Les 8 sous-familles ci-décrites expriment le consensus actuel selon Celso O. Azevedo en 2018 :
- Bethylidae
  - Bethylinae Haliday, 1839
  - Pristocerinae Mocsary 1881
  - Epyrinae Kieffer 1914
  - Mesitiinae Kieffer 1914
  - Scleroderminae Kieffer 1914
  - Lancepyrinae (†) Azevedo & Avar 2012
  - Holopsenellinae (†) Engel, Ortega & Azevedo 2016
  - Protopristocerinae (†) Nagy 1974

## Biologie
Famille particulièrement abondante sous les tropiques.
Ce sont des parasites de Lépidoptères (principalement Microlepidoptera) et de Coléoptères, qu'ils peuvent attaquer sous forme larvaire ou imaginale selon les espèces. La femelle pique sa proie, seule ou en groupe, entrainant sa paralysie généralement définitive. Puis, les œufs sont pondus sur l'insecte paralysé et se développent à ses dépens. Une espèce, Cephalonomia hyalinipennis est citée comme parasitoïde d'autres espèces de Bethylidae. 
Les Sclerodermus sont prédateurs de larves de coléoptères, les femelles sont aptères.

## Liste des genres et sous-familles
Selon BioLib (31 mai 2022) :
- sous-famille Bethylinae Halliday, 1839
  - tribu Bethylini
    - genre Anoxus Thomson, 1862
    - genre Bethylus Latreille, 1802
    - genre Goniozus Foerster, 1856

  - genre Eupsenella Westwood, 1874
  - genre Lytopsenella Kieffer, 1911
  - genre Prosierola Kieffer in André, 1905
  - genre Sierola Cameron, 1881
- sous-famille Epyrinae Kieffer, 1914
  - tribu Cephalonomini
    - genre Acephalonomia Strejček, 1989
    - genre Ateleopterus Ashmead, 1893
    - genre Cephalonomia Westwood, 1833
    - genre Holopedina Foerster, 1850
    - genre Plastanoxus Kieffer, 1905

  - tribu Epyrini Kieffer, 1914
    - genre Ceratepyris Kieffer, 1905
    - genre Epyris Westwood, 1832
    - genre Holepyris Kieffer, 1905
    - genre Isobrachium Förster, 1856
    - genre Laelius Ashmead, 1856
    - genre Melanepyris Kieffer, 1913
    - genre Neurepyris Kieffer, 1905
    - genre Planepyris Kieffer, 1905
    - genre Pristepyris Kieffer, 1905
    - genre Prolaelius Kieffer, 1905
    - genre Trissepyris Kieffer, 1905

  - tribu Sclerodermini Kieffer, 1914
    - genre Allobethylus Kieffer in André, 1905
    - genre Alloplastanoxus Terayama, 2006
    - genre Alongatepyris Azevedo, 1992
    - genre Bethylopsis Fouts, 1939
    - genre Chilepyris Evans, 1964
    - genre Disclerderma Kieffer, 1904
    - genre Discleroderma Kieffer, 1904
    - genre Glenosema Kieffer, 1905
    - genre Lepidosternopsis Ogloblin, 1954
    - genre Megaprosternum
    - genre Nothepyris Evans, 1973
    - genre Paraplastanoxus
    - genre Pararhabdepyris
    - genre Platepyris
    - genre Prorops Waterston, 1923
    - genre Scaphepyris Kieffer, 1905
    - genre Sclerodermus Latreille, 1809
    - genre Solepyris
    - genre Thlastepyris Evans, 1973
    - genre Tuberepyris Lanes & Azevedo, 2008
    - genre Celonophamia Evans, 1973 †
    - genre Voronknoxus Colombo & Perkovsky, 2022 †

  - genre Anisepyris Kieffer, 1905
  - genre Aspidepyris Evans, 1964
  - genre Bakeriella Kieffer, 1910
  - genre Calyozina Enderlein, 1912
  - genre Chlorepyris Kieffer, 1913
  - genre Disepyris Kieffer, 1905
  - genre Formosiepyris Terayama, 2004
  - genre Galodoxa Nagy, 1974
  - genre Leptepyris Kieffer, 1914
  - genre Neodisepyris Kurian, 1955
  - genre Trachepyris Kieffer, 1905
  - genre Xenepyris Kieffer, 1913
- sous-famille Mesitiinae Kieffer, 1914
  - genre Domonkos Argaman, 2003
  - genre Heterocoelia Dahlbom, 1854
  - genre Mesitius Spinola, 1851
  - genre Parvoculus Moczar, 1970
  - genre Pilomesitius Moczar, 1970
  - genre Pycnomesitius Moczar, 1971
  - genre Triglenus Marshall, 1905
- sous-famille Parapenesiinae Terayama
  - genre Parapenesia Kieffer, 1910
- sous-famille Pristocerinae Dalla Torre, 1898
  - genre Acrenesia Alencar, Waichert & Azevedo, 2018
  - genre Acrepyris Kieffer in André, 1905
  - genre Apenesia Westwood, 1874
  - genre Austranesia Alencar, Waichert & Azevedo, 2018
  - genre Cleistepyris Kieffer, 1910
  - genre Dracunesia Alencar, Waichert & Azevedo, 2018
  - genre Eleganesia Alencar, Waichert & Azevedo, 2018
  - genre Epynesia Alencar, Waichert & Azevedo, 2018
  - genre Foenobethylus Kieffer, 1913
  - genre Parascleroderma Kieffer, 1904
  - genre Pristocera Klug, 1808
  - genre Pristonesia Alencar, Waichert & Azevedo, 2018
  - genre Propristocera Kieffer, 1905
  - genre Protopristocera Brues, 1923
  - genre Pseudisobrachium Kieffer, 1905
  - genre Trichiscus Benoît, 1956
  - genre Archeonesia Tribull, Pankowski & Colombo, 2021 †
- genre Allepyris Kieffer, 1905
- genre Anaylax Moczar, 1970
- genre Anisobrachium Kieffer, 1905
- genre Clytrovorus Nagy, 1972
- genre Codorcas Nagy, 1972
- genre Dissomphalus Ashmead, 1893
- genre Glutodon Azevedo & Colombo, 2022
- genre Israelius Richards, 1952
- genre Metrionotus Moczar, 1970
- genre Odontepyris Kieffer, 1904
- genre Plastanoxus
- genre Psilobethylus Kieffer, 1906
- genre Rhabdepyris Kieffer, 1904
- genre Sulcomesitius Moczar, 1970

Selon NCBI (31 mai 2022) :
- sous-famille Bethylinae
  - genre Bethylus
  - genre Eupsenella
  - genre Goniozus
  - genre Odontepyris
  - genre Prosierola
  - genre Sierola
- sous-famille Epyrinae
  - genre Anisepyris
  - genre Aspidepyris
  - genre Bakeriella
  - genre Calyozina
  - genre Chlorepyris
  - genre Disepyris
  - genre Epyris
  - genre Formosiepyris
  - genre Holepyris
  - genre Laelius
  - genre Rhabdepyris
  - genre Trachepyris
- sous-famille Mesitiinae
  - genre Parvoculus Móczár, 1970
  - genre Sulcomesitius Móczár, 1970
- sous-famille Pristocerinae
  - genre Acrenesia
  - genre Apenesia
  - genre Austranesia
  - genre Caloapenesia
  - genre Cleistepyris
  - genre Dissomphalus
  - genre Dracunesia
  - genre Eleganesia Alencar & Azevedo, 2018
  - genre Epynesia
  - genre Foenobethylus
  - genre Neoapenesia
  - genre Parascleroderma
  - genre Pristepyris
  - genre Pristocera
  - genre Propristocera
  - genre Prosapenesia
  - genre Protisobrachium
  - genre Pseudisobrachium
  - genre Trichiscus
- sous-famille Scleroderminae
  - genre Allobethylus
  - genre Cephalonomia
  - genre Chilepyris
  - genre Plastanoxus
  - genre Prorops
  - genre Sclerodermus Latreille, 1809

## Lutte biologique
À Madagascar fut introduit en 1973 en faible nombre Goniozus indicus pour lutter contre le borer blanc du riz Maliarpha separatella mais cette tentative a semble-t-il échoué. Cette espèce a été par contre ("re")-découverte en 1990 comme étant en fait indigène à Madagascar où elle parasite naturellement le borer blanc, essentiellement sur les régions côtières et a pu faire l'objet d'un élevage et de lâchers sur la région rizicole de l'Alaotra.